# Бойков, Владимир Васильевич (дирижёр)
Владимир Васильевич Бойков (1935—2009) — советский и российский дирижёр. Народный артист Российской Федерации (1996). Профессор Нижегородской консерватории им. Глинки.

## Биография
Родился 22 сентября 1935 года в селе Оля (ныне — в Лиманском районе Астраханской области). В 1962 году окончил Московский музыкально-педагогический институт имени Гнесиных по специальностям тромбон (класс Б. П. Григорьева) и хоровое дирижирование (класс Н. В. Шварц). Одновременно занимался симфоническим дирижированием у О. М. Огаркова и Л. М. Гинзбурга. В 1962 году поступил в аспирантуру МГК имени П. И. Чайковского к А. В. Гауку; окончил у Г. Н. Рождественского.
В 1965—1969 годах работал в Челябинском театре оперы и балета.
В 1969 году был приглашён главным дирижёром в Горьковский оперный театр. С 1970 года работал на кафедре оперной подготовки Нижегородской государственной консерватории. В 1988—2007 годах — дирижёр-постановщик. В 1999 году был приглашён на кафедру оперно-симфонического дирижирования. Много гастролировал в России и за рубежом.
Один из инициаторов и активный участник Пушкинского фестиваля «Болдинская осень».
Похоронен на Бугровском кладбище Нижнего Новгорода.

## Постановки
Свыше 50 оперных и балетных постановок, в том числе: «Иван Сусанин», «Князь Игорь», «Борис Годунов», «Евгений Онегин», «Пиковая дама», «Севильский цирюльник», «Свадьба Фигаро», «Лючия ди Ламермур», «Аида», «Бал-Маскарад», «Тоска», «Паяцы», «Порги и Бесс» и другие.
Впервые в России поставил оперы А. А. Нестерова: «Летят журавли», «Современная пастораль»; А. Николаева: «Разгром», «Пир во время чумы» и «Граф Нулин», новую редакцию оперы А. А. Касьянова «Степан Разин», балет Е. А. Глебова «Маленький принц» и балет Т. Н. Хренникова «Любовь за любовь».
Постановки классических балетов: «Лебединое озеро», «Щелкунчик», «Спящая красавица», «Дон Кихот», «Петрушка», а также балеты советских композиторов «Спартак», «Легенда о любви», «Антоний и Клеопатра» и «Сотворение мира». Всего в репертуаре около 100 оперных и балетных произведений.

## Награды
- заслуженный деятель искусств РСФСР (1977)
- народный артист Российской Федерации (1996)
- Пушкинская премия
- Областная театральная премия имени Н. И. Собольщикова-Самарина